# Castelvecchio híd
A Castelvecchio híd (olaszul: Ponte di Castelvecchio), más néven Scaliger híd (olaszul: Ponte Scaligero) az olaszországi Veronában áll. Az erődített híd az Adige folyót íveli át. Építésének idején az íve által átfogott távolság (48,7 méter) világ legnagyobbja volt.
A hidat nagy valószínűséggel 1354 és 1356 között II. Cangrande, Verona ura építtette, hogy biztonságos utat biztosítson magának, ha az uralma ellen felkelés törne ki, és el kellene menekülnie várából. A híd bal parti tornyát 18. század végén, az első koalíciós háborúban ide érkező francia csapatok lerombolták. 1945. április 24-én a visszavonuló németek felrobbantották a hidat, de 1949–1951 között – a bal parti torony kivételével – újjáépítették.
A híd alsó elemeit fehér márványból, a felsőket vörös téglából építették. Három íve van, a jobb oldali parton a vár tornyából indul az első. A legnagyobb ív 48,7 méter hosszú, a másik kettő 29,15, illetve 24,11 méteres. A híd hossza 120 méter.
A legenda szerint Cangrande Szent Márton egykori kardjával ajándékozta meg a híd tervezőjét, Guglielmo Bevilacquát. Egy másik legenda szerint az építész lovon érkezett a híd átadására, hogy el tudjon menekülni, ha leomlana az építmény.

## Fordítás
- Ez a szócikk részben vagy egészben  a   Castelvecchio Bridge című angol Wikipédia-szócikk ezen változatának fordításán alapul.  Az eredeti cikk szerkesztőit annak laptörténete sorolja fel. Ez a jelzés csupán a megfogalmazás eredetét és a szerzői jogokat jelzi, nem szolgál a cikkben szereplő információk forrásmegjelöléseként.